# Bordžgali
Bordžgali (gruzinsko ბორჯღალი; tudi Bordžgala ali Bordžgalo; Borçgali v jeziku Lazu) je gruzijski simbol sonca in večnosti. Bordžgali je pogosto predstavljen s sedmimi vrtečimi se krili nad drevesom življenja, ki se lahko uporabljajo za ustvarjanje različnih oblik in variacij in se lahko štejejo za glavni simbol gruzijske kulture.

## Etimologija
Izraz Bordžgali naj bi izhajal iz megrelske besede ბარჩხალი (barchkhali), ki dobesedno pomeni 'močan sij'. Nekateri drugi učenjaki menijo, da ima drugačen izvor. V stari megrelščini bordž pomeni 'čas', gal pa 'prehod' ali 'tok'. Torej bi celoten izraz pomenil 'tok časa'.

## Uporaba
Ta predkrščanski simbol se je široko uporabljal tako v zahodni (Kolhida) kot v vzhodni Gruziji (v gruzijski arhitekturi Dedabodzi, 'materni steber') kot del darbazija (kupole) v kulturi Kura–Araxes kot sveti simbol. V srednjem veku je bil ta simbol vključen v krščansko simboliko.
Dandanes se simbol uporablja v gruzijskih osebnih izkaznicah in potnih listih, pa tudi na valuti in gruzijski ragbi zvezi. Igralci gruzijskega ragbija se imenujejo ბორჯღალოსნები (borjgalosnebi), kar pomeni 'Moški, ki nosijo Bordžgali'. Uporabljali so ga tudi na pomorski zastavi Gruzije v poznih 1990-ih in zgodnjih 2000-ih. Gruzijski nacionalisti pogosto uporabljajo simbol za poudarjanje nacionalnega ponosa.

## Galerija
- Kolhijska predstavitev Bordžgalija
- Bordžgali na stolnici v Oški
- Bordžgali na gruzijskem kovancu
- Bordžgali na 100 gruzijskih larijev
- Gruzijski igralec ragbija z Bordžgalijem na kratkih hlačah in majici
- Bordžgali na Georgian Airways
- Bordžgali v Fereydunshahrju
- Bordžgali na nekdanji gruzijski mornariški zastavi, uporabljeni v poznih 1990-ih in zgodnjih 2000-ih

## Druga literatura
- Symbol dictionary
- Historical Dictionary of Georgia, Alexander Mikaberidze
- T. Wilson „The swastika, the earliest known symbol and its migrations“ Wosh. 1990
- Transcaucasian Banknotes, Arutiun Airapetian, p. 52